# Oomyzus sempronius
Oomyzus sempronius är en stekelart som först beskrevs av Erdös 1954.  Oomyzus sempronius ingår i släktet Oomyzus, och familjen finglanssteklar. Arten är reproducerande i Sverige.